# Pseudolepicoleaceae
Pseudolepicoleaceae es una familia de hepáticas del orden Jungermanniales. Tiene los siguientes géneros:

## Taxonomía
Pseudolepicoleaceae fue descrita por Fulford & J.Taylor y publicado en Nova Hedwigia 1: 411. 1960.

## Géneros
- Archeophylla
- Castanoclobos
- Chaetocolea
- Herzogiaria
- Isophyllaria
- Pseudolepicolea
- Temnoma